# Drosera prostratoscaposa
Drosera prostratoscaposa ist eine fleischfressende Pflanze aus der Gattung Sonnentau (Drosera). Sie ist heimisch in einem sehr kleinen Areal in einem Küstengebiet Australiens.

## Beschreibung
Die Knollen sind für die Gattung relativ groß. Der beschuppte Stängel ist unterirdisch rund 4 Zentimeter lang, oberirdisch bildet die Pflanze eine bodenständige Rosette eng anliegender, gestielter Laubblätter, die zur Blütezeit noch klein sind, sich später aber zu einer Länge von bis rund 4 Zentimetern und einer Breite von 1,3 Zentimetern auswachsen.
Je Rosette werden ein bis vier verzweigte Blütenstandsstängel ausgebildet, die jeweils fünf bis fünfundzwanzig Blüten tragen. Zur Blütezeit stehen diese Blütenstandsstängel aufrecht, zur Frucht liegen sie jedoch flach auf dem Boden auf. Die nach Jasmin duftenden Blüten schließen sich zur Nacht. An ihren Ansätzen sind die eiförmig-lanzettlichen, einfachen oder zweigelappten und gezähnten Kelchblätter verwachsen und bis zu 4 Millimeter lang. Die verkehrt eiförmigen, stumpfen, an den Spitzen aber gekerbten Kronblätter sind weiß, 8 Millimeter lang und 4 Millimeter breit. Die Staubfäden sind 2,7 Millimeter lang, die elliptischen Fruchtknoten zur Blütezeit 1,5 Millimeter lang und 1,2 Millimeter breit. Die drei Griffel sind in der oberen Hälfte in zahlreiche, annähernd fingerförmige Abschnitte verzweigt, die Narben ein- bis dreilappig. Die Frucht ist eine 2,3 Millimeter lange Kapsel.

## Verbreitungsgebiet
Die Art ist ein Lokal-Endemit der Küstengebiete des südwestlichen Western Australias im Fitzgerald-River-Nationalpark. Das bekannte Verbreitungsgebiet liegt am Kreuzungspunkt eines Zuflusses des Hamersley River und des Hamersley Drive, 40 Kilometer südwestlich des South Coast Highway.
Der Typusstandort zieht sich über rund 3 Kilometer entlang einer Straße und bildet dort dichte Bestände. Die Substrate des Standorts sind feinkörniger schwarzer Sand in der Ebene sowie eine Mischung aus Laterit, Sand und zu einem kleinen Anteil quarzhaltiges Gestein auf Schutthängen. Dass im Fitzgerald-River-Nationalpark weitere Standorte existieren, gilt als möglich, kann aber aufgrund der teilweisen Unzugänglichkeit des Parks nicht sicher gesagt werden.

## Systematik
Die Art wurde 1989 von Phil Mann entdeckt und 1990 von Allen Lowrie erstbeschrieben und in die Sektion Erythrorhiza der Untergattung Ergaleium gestellt. Als nah verwandt gelten die Arten Drosera bulbosa sowie Drosera macrophylla.

## Nachweise
1. 1 2 3 4 5  Allen Lowrie, Sherwin Carlquist: A New Species Of Tuberous Drosera From Western Australia. In: Phytologia. Bd. 69, Nr. 3, 1990, ISSN 0031-9430, S. 160–162.